# Pagano Pannocchieschi

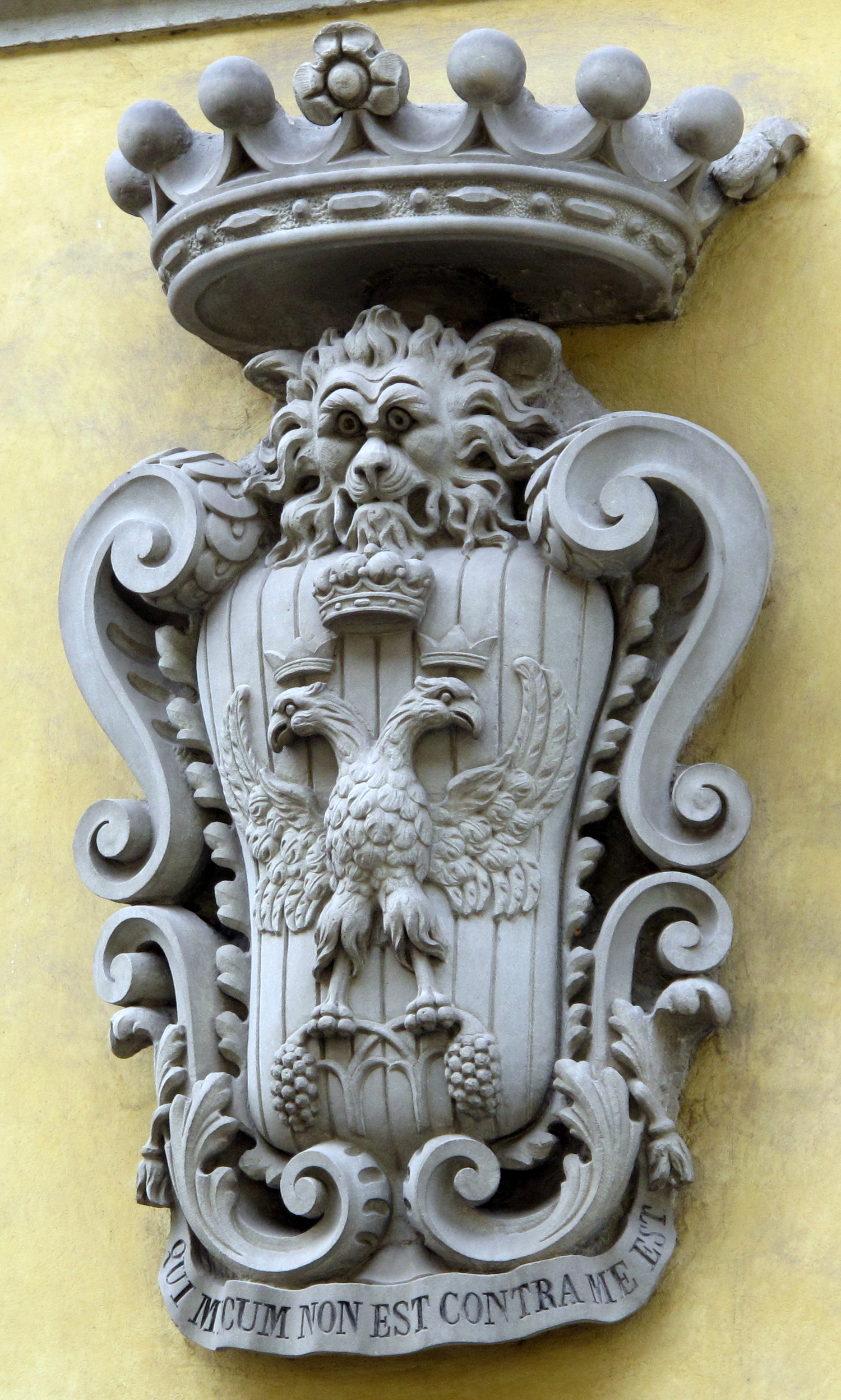
Stemma Pannocchieschi

Pagano Pannocchieschi (Volterra, XII secolo – Volterra, 1239) è stato un vescovo cattolico italiano.

## Biografia
Appartenente alla potente famiglia volterrana-senese dei Pannocchieschi, nel 1212 fu consacrato vescovo di Volterra, incarico che mantenne fino al 1239.